# Компактний кросовер позашляховик

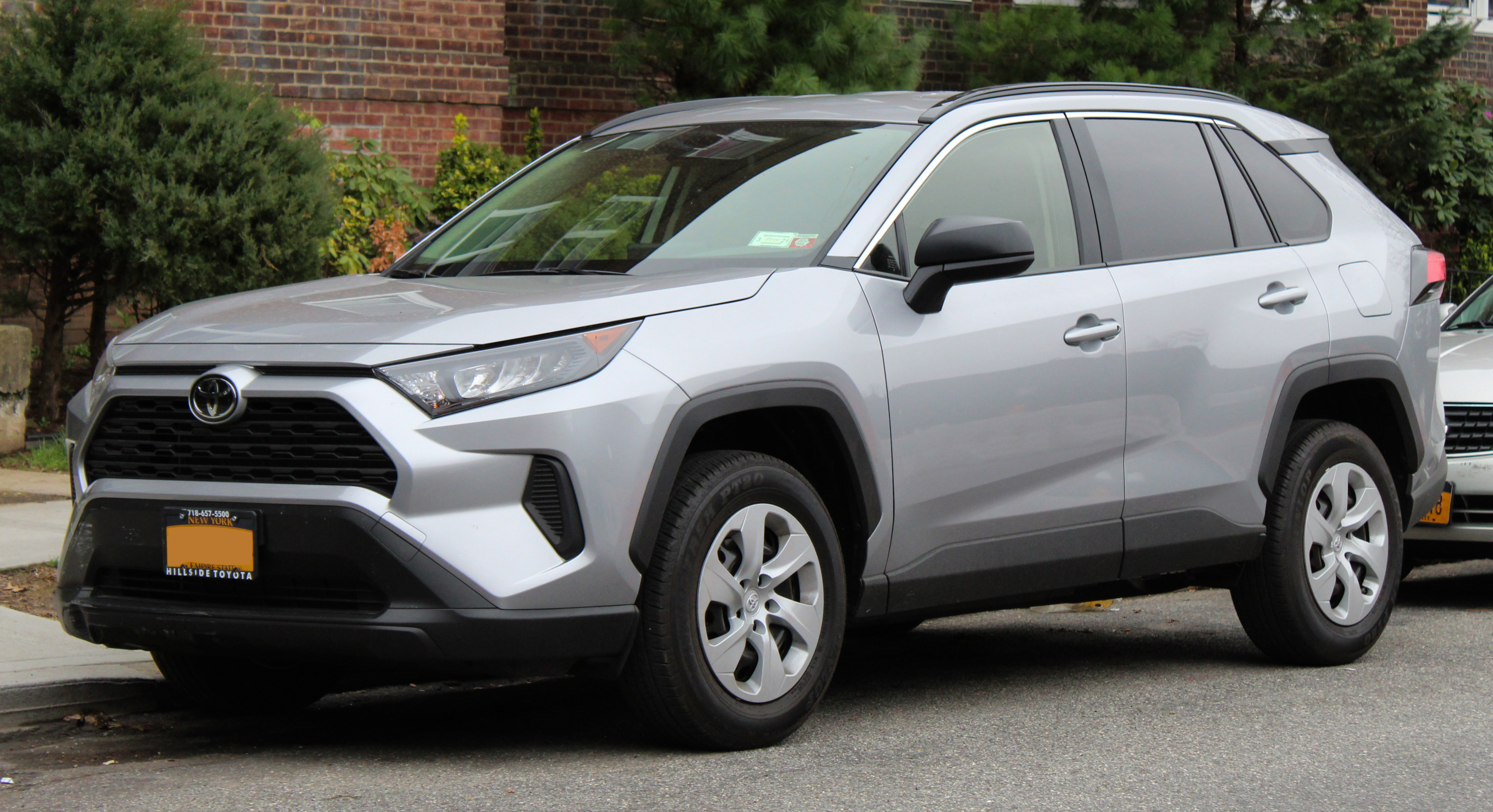
Toyota RAV4 стала світовим бестселером компактних позашляховиків-кросоверів і найбільш продаваним позашляховиком будь-якого виду в 2020 році

Компактний позашляховик-кросовер — автомобільна класифікація, яка використовується в основному в Північній Америці для опису сегмента позашляховиків-кросоверів, типу позашляховика, між субкомпактними кросоверами та кросоверами середнього розміру.
До кінця 2010-х цей сегмент став найпопулярнішим автомобільним сегментом у кількох регіонах. Наприклад, майже 1 з кожних 4 автомобілів, проданих у Сполучених Штатах у 2019 році, є компактним кросовером, точніше приблизно 24,2 відсотка.
Найбільш продаваним автомобілем у сегменті у 2020 році стала Toyota RAV4, у всьому світі продано 995 762 одиниці. Це також другий найбільш продаваний автомобіль у світі після Toyota Corolla.

## Термінологія
Термін «компактний кросовер SUV» найчастіше використовується в Північній Америці, звідки походять терміни «компактний автомобіль» і «кросовер». Також відомий як C-сегмент SUV або C-SUV. Назви сегментів також відрізняються залежно від ринку. У кількох регіонах за межами Північної Америки ця категорія може бути відома як «середньорозмірний/середній кросовер» або «середньорозмірний/середній позашляховик», що відрізняється від більш поширеного визначення кросовера середнього розміру. який класом вище.

## Характеристики
Компактні кросовери зазвичай базуються на платформі компактного автомобіля (С-сегмент), тоді як деякі моделі можуть базуватися на середніх автомобілях (D-сегмент) або збільшеній платформі B-сегменту. Більшість моделей у категорії компактних кросоверів мають дворядні сидіння, тоді як деякі інші пропонують трирядні сидіння. Транспортні засоби в цьому сегменті зазвичай мають зовнішню довжину в межах 4400 мм (173,2 дюйма) і 4700 мм (185,0 дюймів).
Через свою популярність і щоб задовольнити потреби клієнтів, багато виробників пропонують більше ніж один компактний кросовер, зазвичай пропонуючи їх у дещо різних розмірах за різними цінами. Американський журнал «Car and Driver» зазначив, що «так багато таких транспортних засобів переповнено ринок, тому просто сортувати їх може бути складним завданням».

## Ринки

### Сполучені Штати
Першим компактним кросовером був AMC Eagle 1980 року, заснований на лінійці компактних Concord. Його система повного приводу була майже нечуваною функцією для звичайних легкових автомобілів того часу, і він поставлявся з постійним повним приводом, автоматичною коробкою передач, гідропідсилювачем керма, електроприводом передніх дискових гальм, а також численними зручностями та комфортом. параметри. Пізніші моделі включали Toyota RAV4 1994 року, Honda CR-V 1995 року, Subaru Forester 1997 року, Nissan X-Trail 2000 року, Mazda Tribute 2000 року та Ford Escape 2001 року.
У період з 2005 по 2010 рік частка ринку компактних кросоверів у США зросла з 6 відсотків до 11,2 відсотка.
У 2014 році продажі компактних кросоверів у США вперше випередили середньорозмірні седани.

Top 3 бестселери в США, 2021
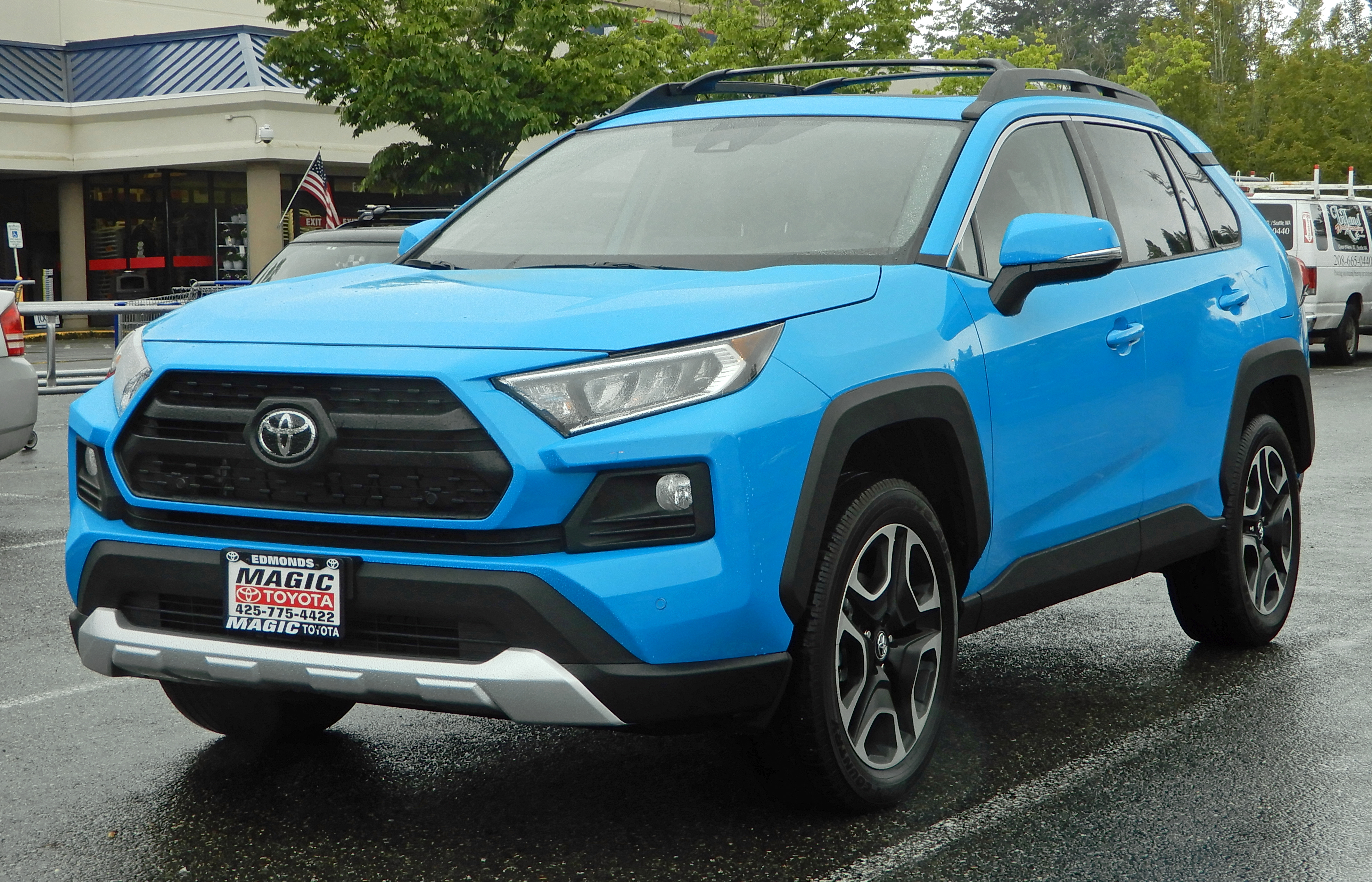
Toyota RAV4 (407,739 продано)
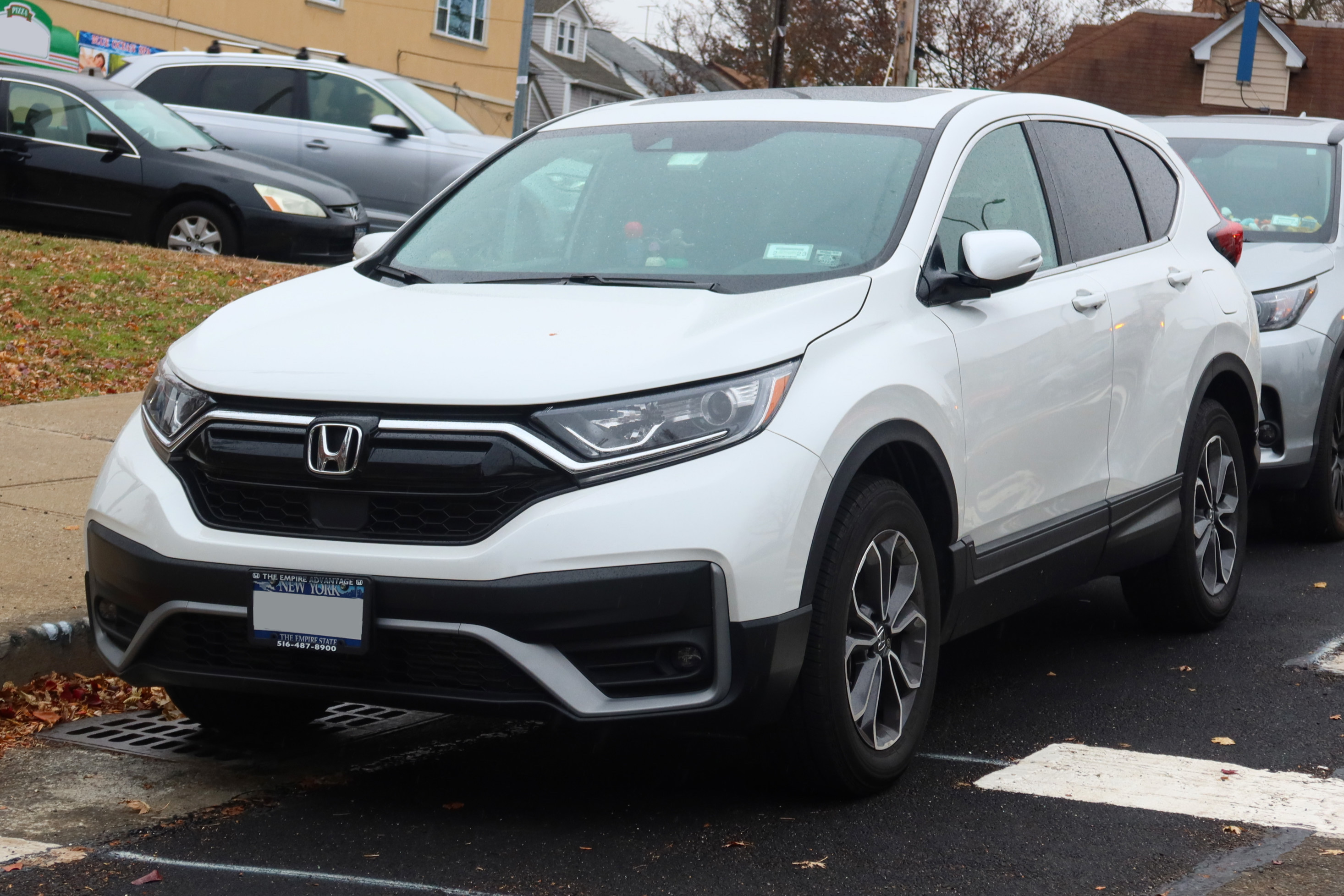
Honda CR-V (361,271 продано)
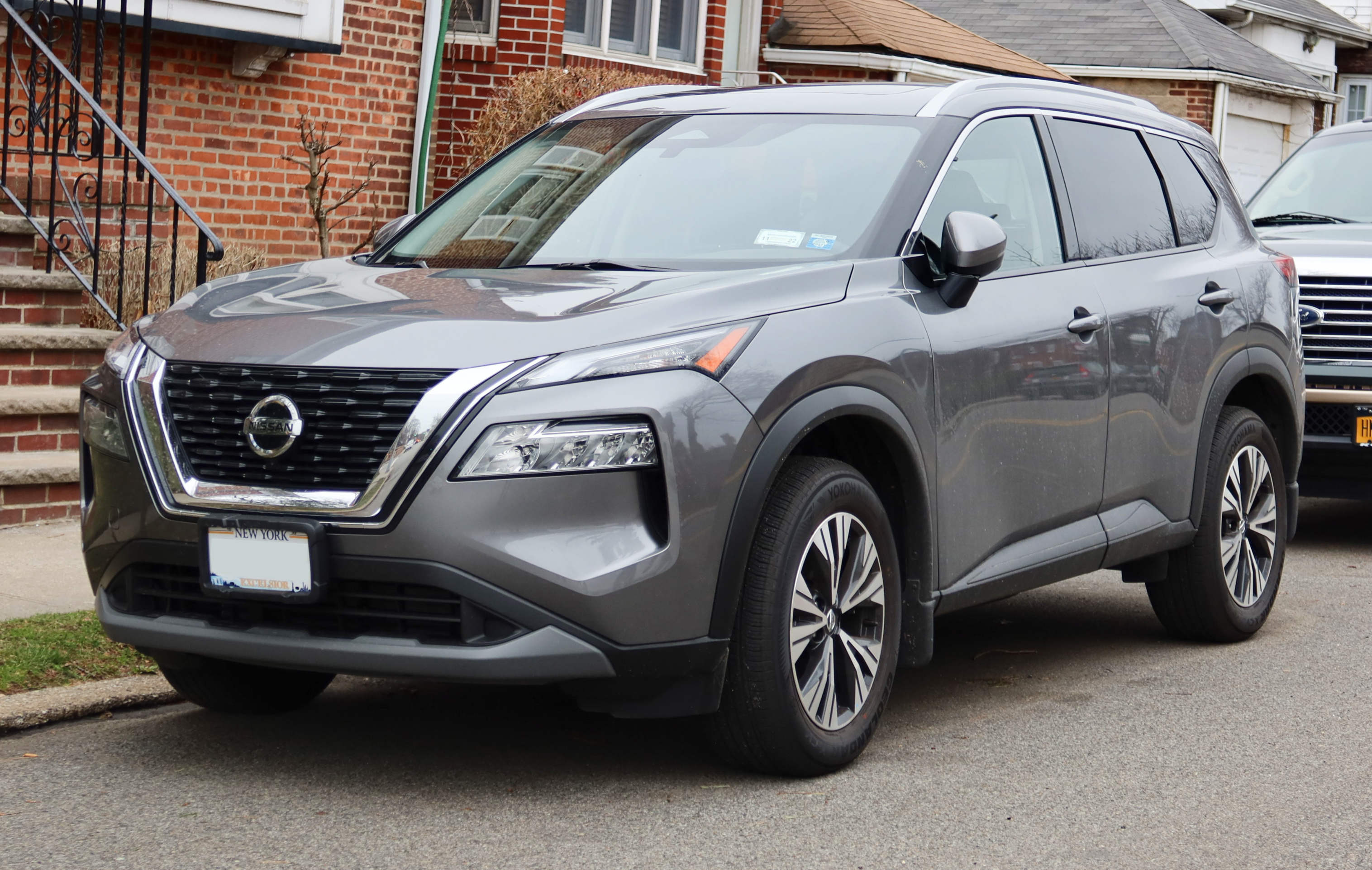
Nissan Rogue (285,602 продано в тому числі Rogue Sport)

### Європа
На європейському ринку кілька аналітиків і агентств розділили сегмент на два: менші («компактні» або «C-SUV») і більші автомобілі («середньорозмірні» або «D-SUV»), з останнє зазвичай довше 4500 мм (177,2 дюйма) деякі моделі пропонують трирядні сидіння. Згідно з даними JATO Dynamics, у 2021 році об’єднані сегменти в Європі зафіксували 3 055 770 продажів, що становить 26 відсотків ринку.
Nissan Qashqai відіграв значну роль у зростанні та популяризації сегменту. Представлений у 2006 році, на той час це був єдиний автомобіль Nissan у сегменті C у Європі, оскільки компанія припинила виробництво хетчбека та седана Almera. Вважалося, що цей автомобіль започаткував тенденцію до компактних кросоверів у Європі, їхньою перевагою були сімейні автомобілі з високою їздою та міцним виглядом, які не мали високих експлуатаційних витрат, які зазвичай пов’язані з позашляховиками. Лідирував у сегменті з моменту появи до 2019 року, коли його місце зайняв Volkswagen Tiguan.
У 2016 році два з трьох автомобілів, проданих у сегменті, були вироблені Renault–Nissan, Volkswagen Group і Hyundai Motor Group.

Top 3 бестселери в Європі, 2021
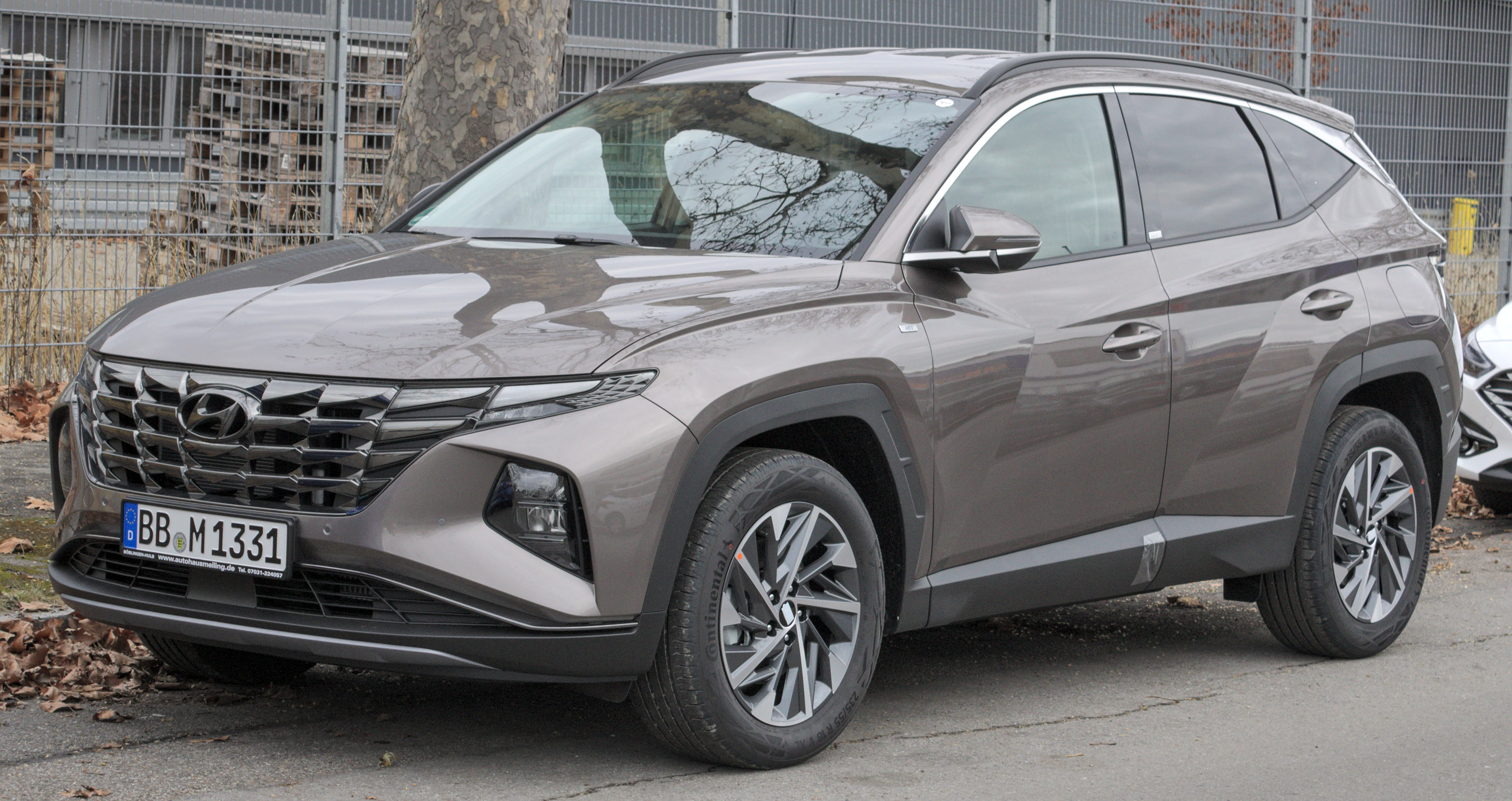
Hyundai Tucson (149 170 продано)
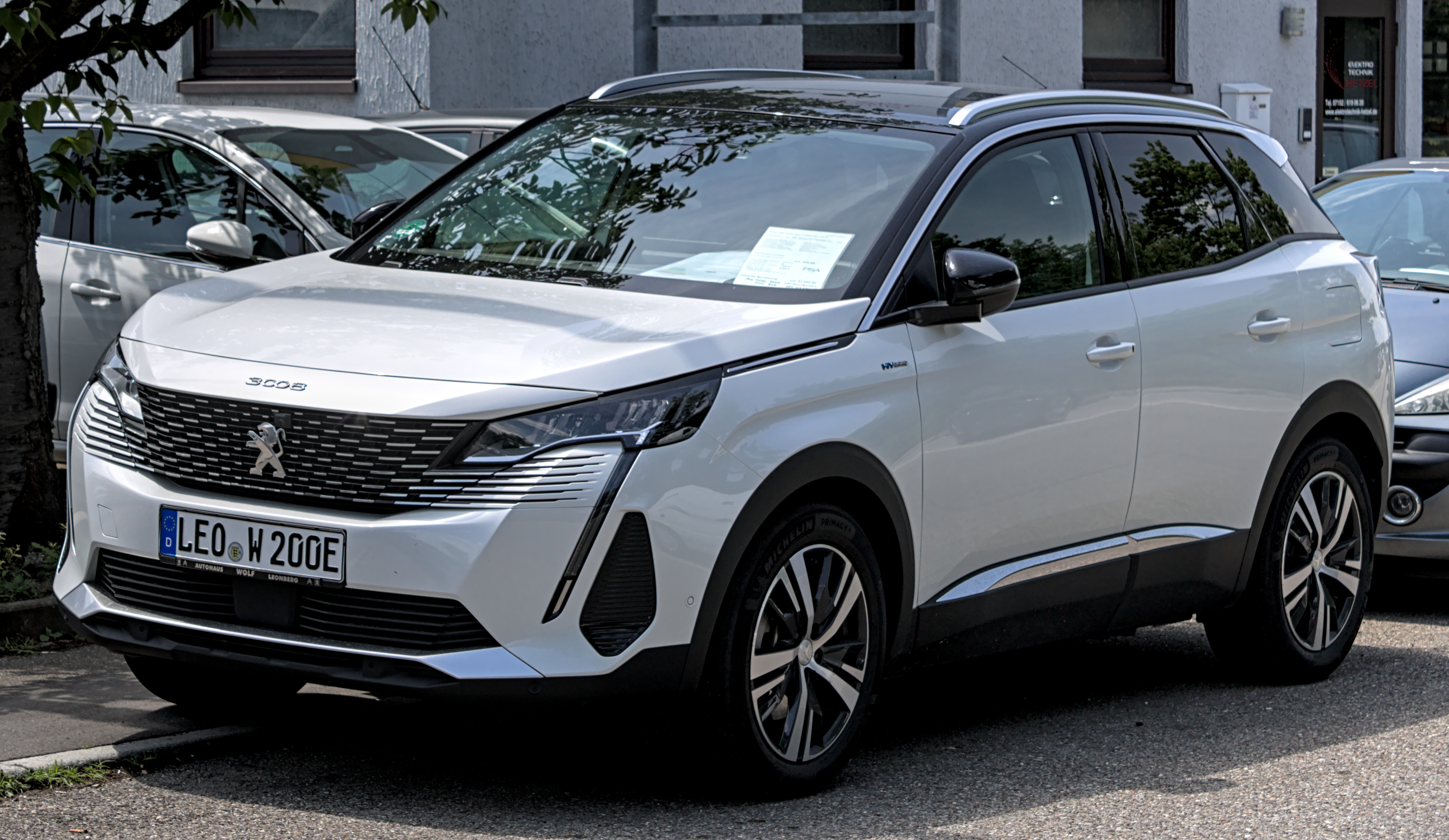
Peugeot 3008 (140 015 продано)
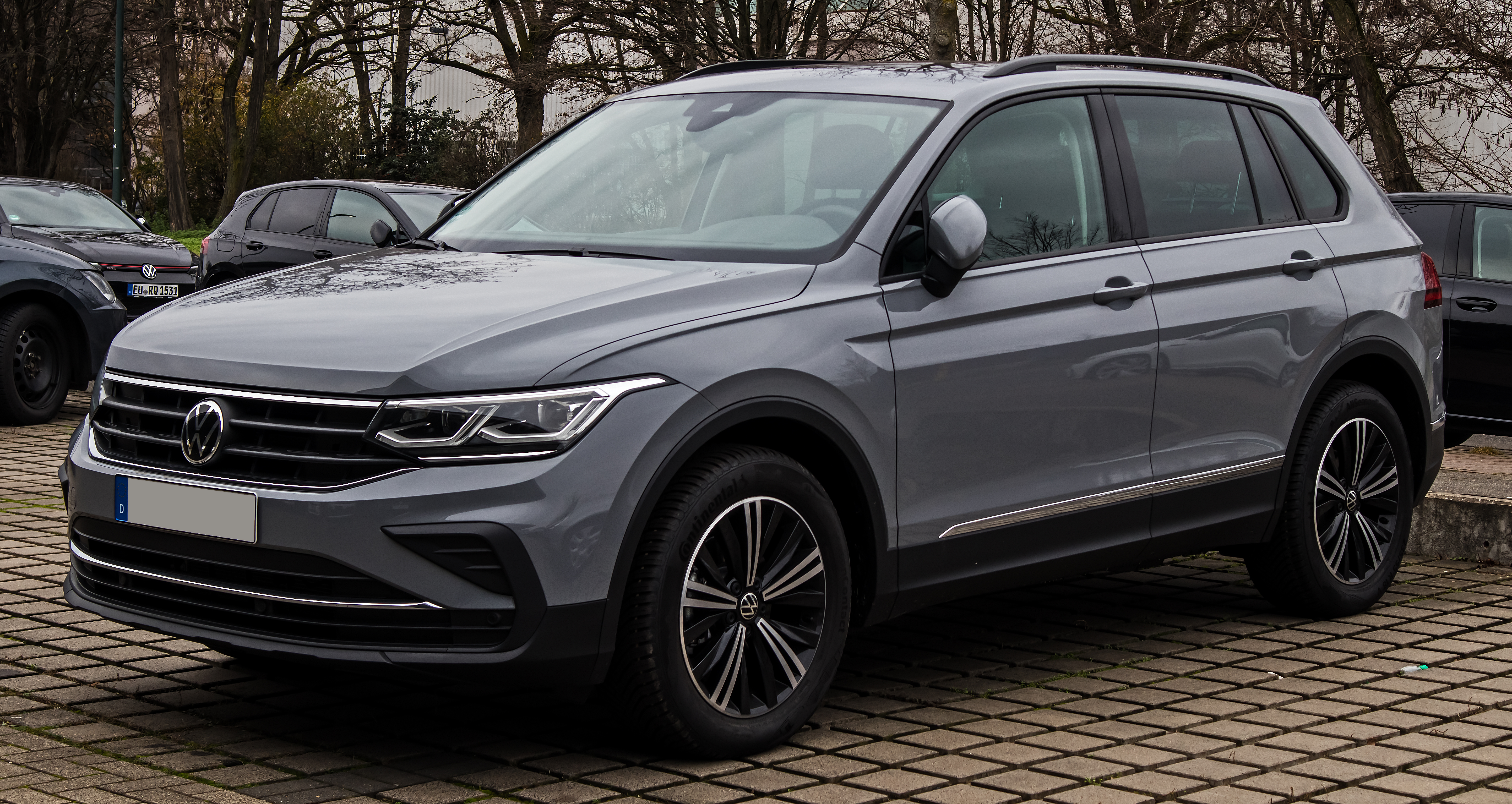
Volkswagen Tiguan (133 558 продано)

### Австралія
У регіоні цей сегмент широко відомий як «середній SUV». У 2021 році це другий за величиною автомобільний сегмент на ринку після пікапів із 180 000 одиниць 19 різних моделей, що склало 17,2 відсотка від загального обсягу продажів автомобілів в Австралії.

## Розкішні автомобілі
Багато брендів розкішних автомобілів продають компактні позашляховики-кросовери, як правило, як пропозицію SUV початкового рівня відповідних брендів. Він відомий під багатьма термінами, такими як компактний розкішний позашляховик-кросовер, розкішний компактний позашляховик, невеликий позашляховик преміум-класу, компактний кросовер преміум-класу, розкішний малий позашляховик тощо. Компактні розкішні позашляховики-кросовери зазвичай базуються на платформі автомобіля середнього розміру (D-сегмент), тоді як деякі моделі можуть базуватися на повнорозмірному автомобілі (E-сегмент) або платформі C-сегменту.

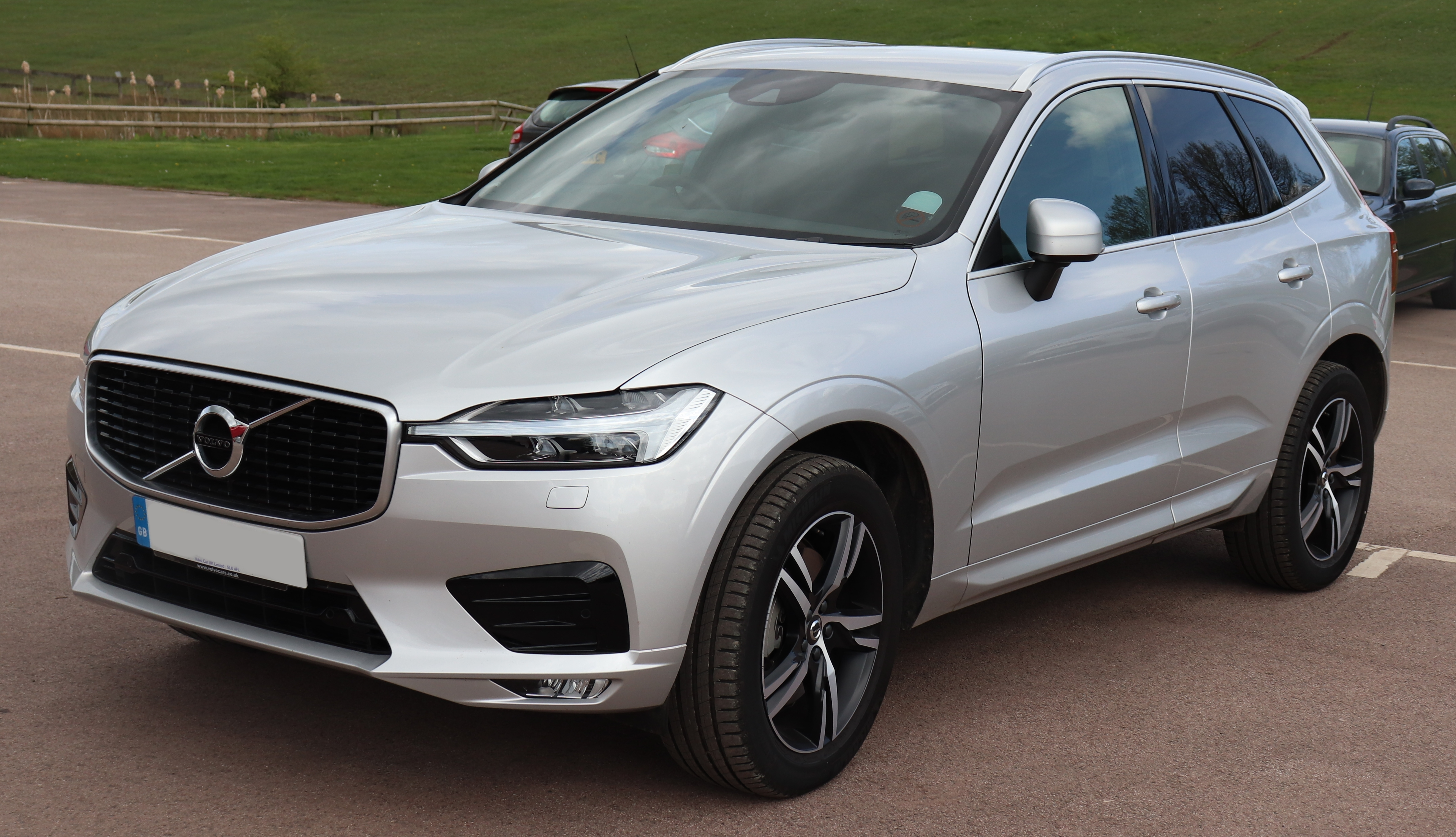
Volvo XC60, між Volvo XC40 і Volvo XC90
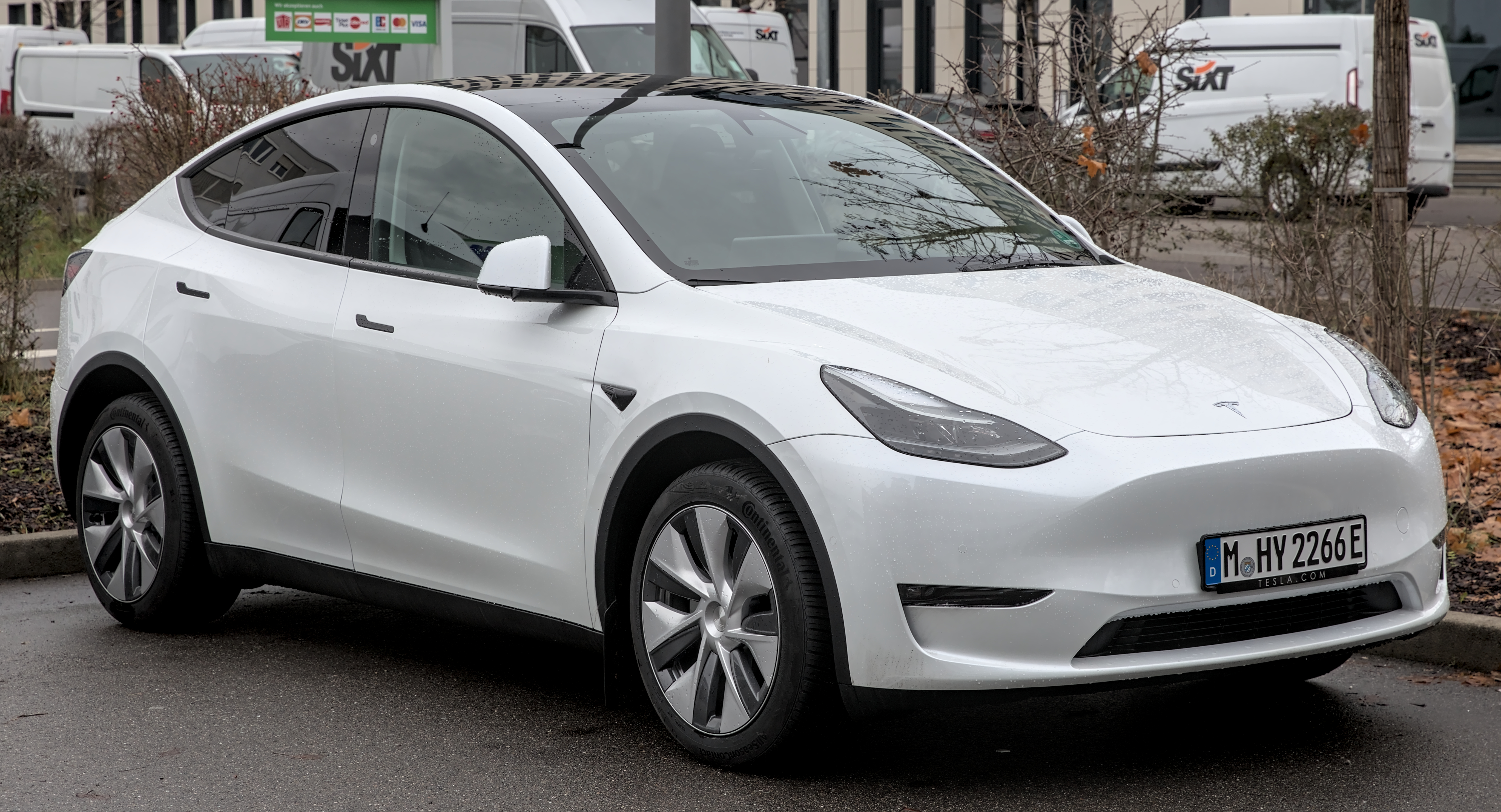
Tesla Model Y, електричний компактний розкішний кросовер
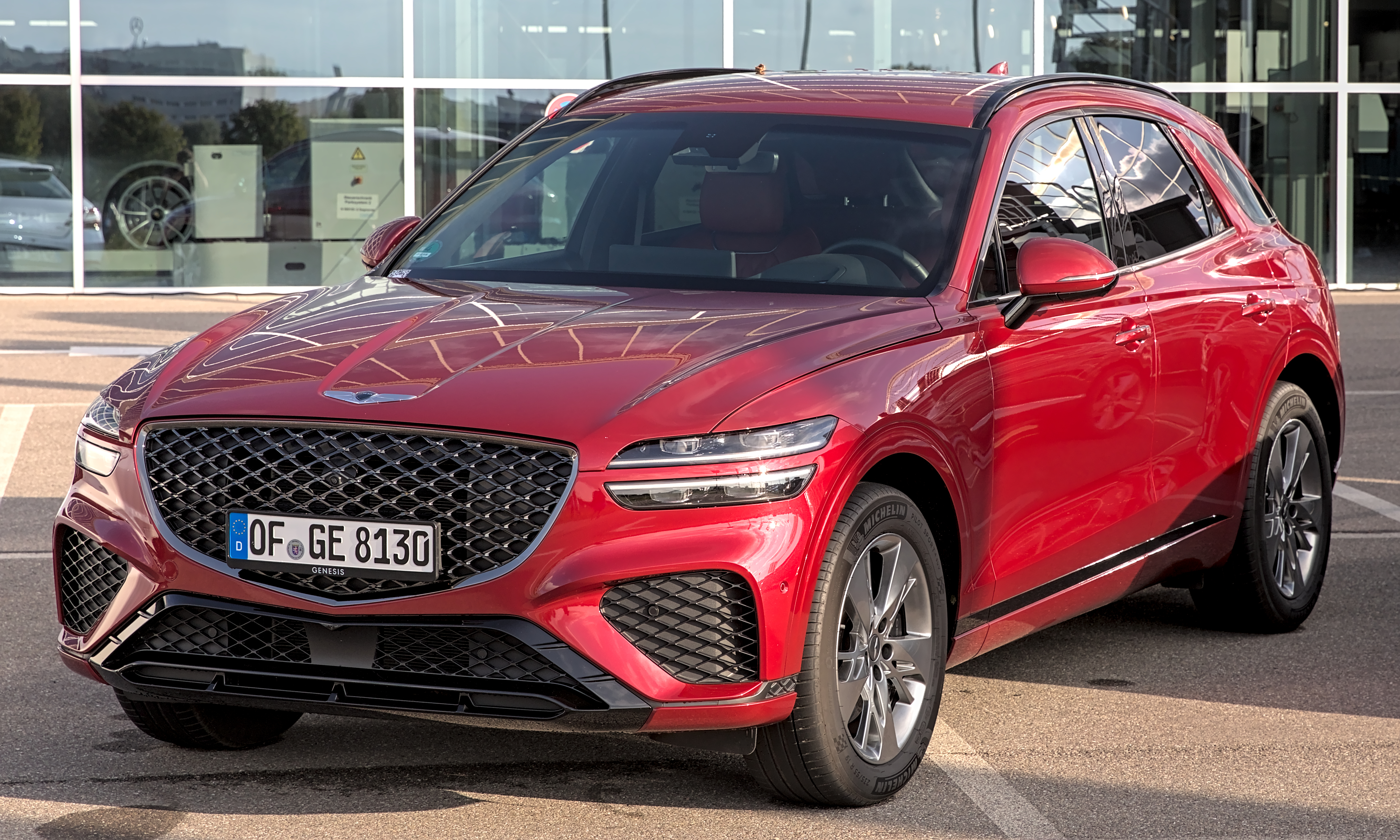
Genesis GV70 знаходиться між GV60 і GV80

## Дивись також
- Кросовер
- Компактний автомобіль
- C-клас
- Позашляховик
- Класифікація автомобіля